# E-Mail-Verteiler
Als E-Mail-Verteiler (auch E-Mail-Verteilerliste, oft nur Verteilerliste) bezeichnet man im Computerumfeld ein einfaches Mittel zur Gruppen-Kommunikation, welches auf Mehrfach-Adressierung einer E-Mail an mehrere E-Mail-Adressen beruht. Ebenso sind Lösungen in Gebrauch, die auf der Weiterleitung an mehrere Empfänger beruhen. 
Im Gegensatz zu einer echten Mailingliste gibt es in der Regel keinen oder nur rudimentären Schutz vor E-Mail-Loops, keine Anmelde-Prozeduren wie zum Beispiel Double Opt-In, keine Archivierung (weil ein E-Mail-Verteiler über kein dediziertes E-Mail-Postfach verfügt) und daher keinen Zugriff auf alte E-Mails, keine E-Mail- oder Webschnittstellen zur Administration, kein auto-unsubscribe bei nicht erreichbaren Empfänger-Adressen und nur eine vergleichsweise kleine Anzahl möglicher Empfänger.

## Einsatzzwecke
E-Mail-Verteiler werden vor allem eingesetzt, um an Role-Accounts gerichtete E-Mails an die zuständigen Bearbeiter weiterzuleiten. Teilweise werden E-Mail-Verteiler auch eingesetzt, um Newsletter oder ähnliches zu versenden, was allerdings einige Probleme und Einschränkungen mit sich bringt. Zum einen fehlt eine automatische Verarbeitung von Bounce Messages, um nicht erreichbare E-Mail-Adressen aus dem Verteiler zu entfernen. Zum anderen bietet eine Verteilerliste keinen Schutz davor, dass sie von Dritten zum Versand von unerwünschten Nachrichten verwendet wird.

## Technische Umsetzung
In der Regel werden auf einem Mailserver für einen local-part mehrere Weiterleitungen angelegt. Man spricht auch von einem (umgekehrten) Alias.